# Письмо четырёх академиков
Письмо четырёх академиков, написанное 11 июля 1944 года — документ, адресованный В. М. Молотову.
Это письмо обратило внимание правительства на противостояние между так называемой «академической» и «университетской» физикой.
Основные проблемы, изложенные в письме, относятся к деятельности В. А. Фока — заведующего кафедрой теоретической физики физического факультета МГУ.
Этот документ является продолжением ситуации, которая была связана с письмом 14 академиков, также подписанным П. Л. Капицей.
Историографическое название письма устоялось после публикации в книге А. В. Андреева «Физики не шутят».

## Содержание письма
В первой части письма говорится о плачевной учебной и научной ситуации на факультете. В качестве характерных отрицательных примеров приводится деятельность сотрудников факультета Н. П. Кастерина и А. К. Тимирязева. В частности, упоминается препятствование работе крупного учёного (будущего нобелевского лауреата) − директора ИХФ АН СССР Н. Н. Семёнова.
Вторая часть письма посвящена ситуации вокруг кафедры теоретической физики и работе В. А. Фока на должности заведующего кафедрой.
В качестве взгляда изнутри приводится письмо Владимира Александровича П. Л. Капице.
В третьей части документа следует предложение действий, которые со стороны учёных кажутся логичными:
1. Отстранить А. С. Предводителева от руководства факультета.
2. На эту должность назначить одну из предложенных кандидатур (И. В. Обреимов, М. А. Леонтович или В. А. Фок).
3. Реорганизовать преподавание на физическом факультете Московского государственного университета за счёт привлечения специалистов Отделения физико-математических наук АН СССР.

ПриложениеВ качестве приложения к письму было приложено письмо В. А. Фока П. Л. Капице, в котором содержалось больше деталей о сложной ситуации на факультете и больше фамилий в качестве примеров учёных-консерваторов, которые не способны донести до студентов-физиков достижения современной на тот момент науки. Это профессора А. С. Предводителев, Б. В. Ильин, уже упоминавшиеся Н. П. Кастерин и А. К. Тимирязев, В. А. Корчагин, К. Ф. Теодорчик, А. Б. Млодзеевский, В. К. Семенченко, Н. А. Капцов, чл.-корр. АН проф. В. К. Аркадьев, проф. А. А. Глаголева-Аркадьева. Особенно глубоко в письме обрисовывается позиция физика А. А. Власова, который, по мнению автора письма, мог бы найти лучшее применение своим выдающимся способностям.
ПодписиПисьмо было подписано академиком А. Ф. Иоффе. За ним следующей строкой идут подписи академиков А. Н. Крылова, П. Л. Капицы и А. И. Алиханова.
Дополнительные подписиВ связи с раскрытием архива В. М. Молотова историк науки В. Д. Есаков выяснил, что к письму были на другой машинке допечатаны подписи академиков Л. И. Мандельштама и Н. Д. Папалекси. Это обращение также поддержали академики С. И. Вавилов и И. В. Курчатов, они написали отдельные письма на имя В. М. Молотова.